# اووه جنسهایمر
اووه جنسهایمر (انگلیسی: Uwe Gensheimer؛ زادهٔ ۲۶ اکتبر ۱۹۸۶) بازیکن هندبال اهل آلمان است.
وی از برندگان مدال‌های بازی‌های المپیک تابستانی ۲۰۱۶ است.